# Sankt Marein bei Graz
Sankt Marein bei Graz est une commune autrichienne du district de Graz-Umgebung en Styrie.

## Géographie
La localité se situe à une quinzaine de kilomètres à l'est de Graz.

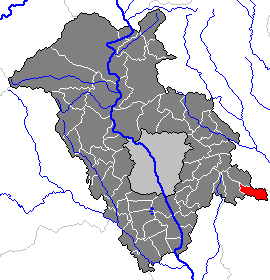
La localité dans son district de G-U.

Sankt Marein bei Graz est une municipalité du comté de Graz-Umgebung située entre Graz et Feldbach. Elle compte 3675 habitants (au 1er janvier 2018). En 2015, les municipalités précédemment indépendantes de Krumegg et Petersdorf II ont été fusionnées avec Sankt Marein.

## Histoire
L'église locale en tant qu'entité autonome a été créée en 1850. Après l'annexion de l'Autriche en 1938 la ville est devenue Styrie Reichsgau de 1945 à 1955, elle faisait partie de la zone d'occupation britannique en Autriche.

### Regroupements
Dans le cadre de la réforme structurelle, Sankt Marein bei Graz, à partir de 2015, a été regroupée avec la commune de Krumegg et la communauté Petersdorf II.
Cette décision était fondée sur la loi de réforme de la structure commune Styrian - StGsrG.
Les limites des circonscriptions environnementales Südoststeiermark et Graz ont été modifiées de sorte que la nouvelle communauté soit tout à fait dans l'environnement de Graz.

## Lieux et monuments

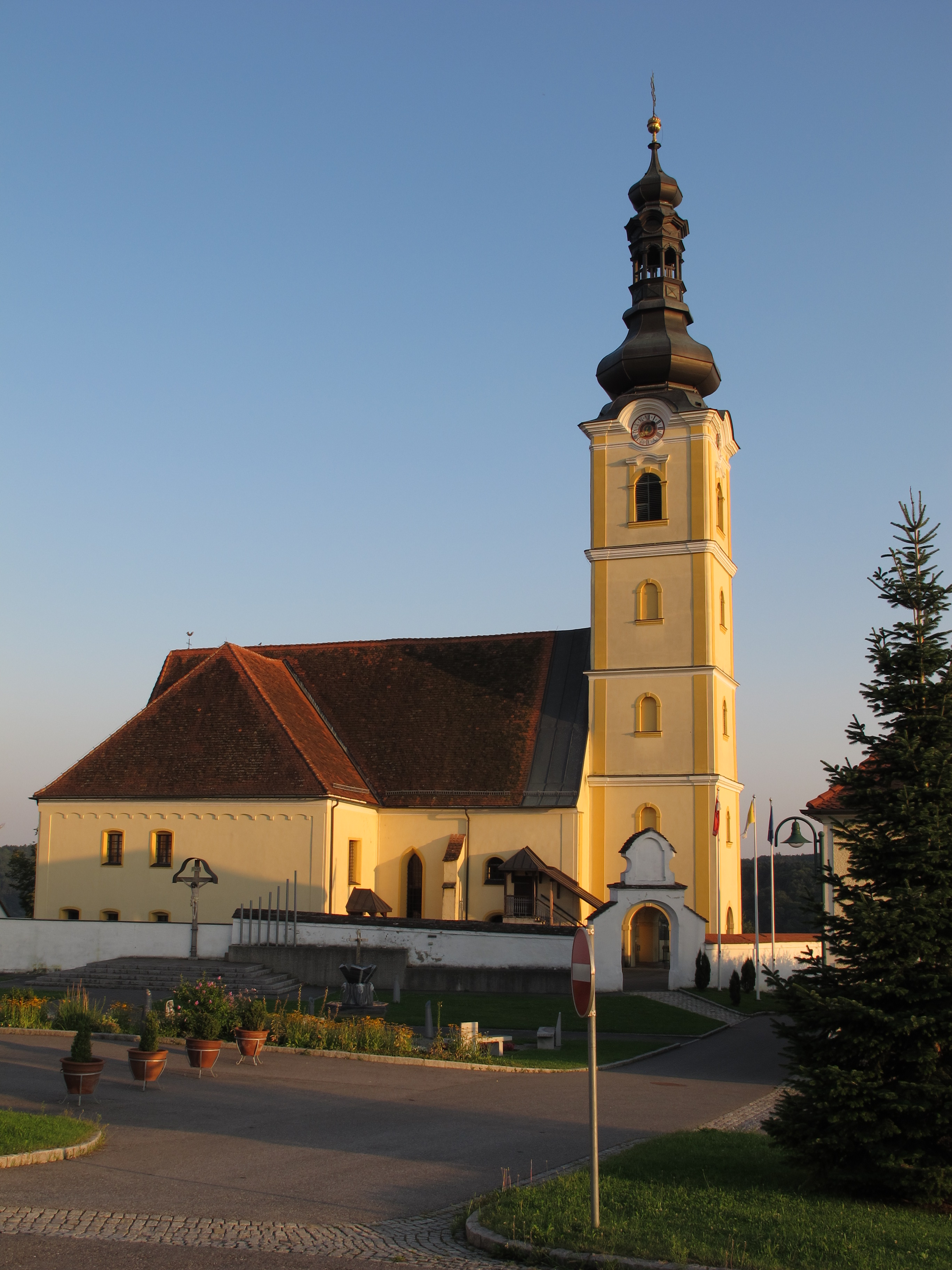
L'église.
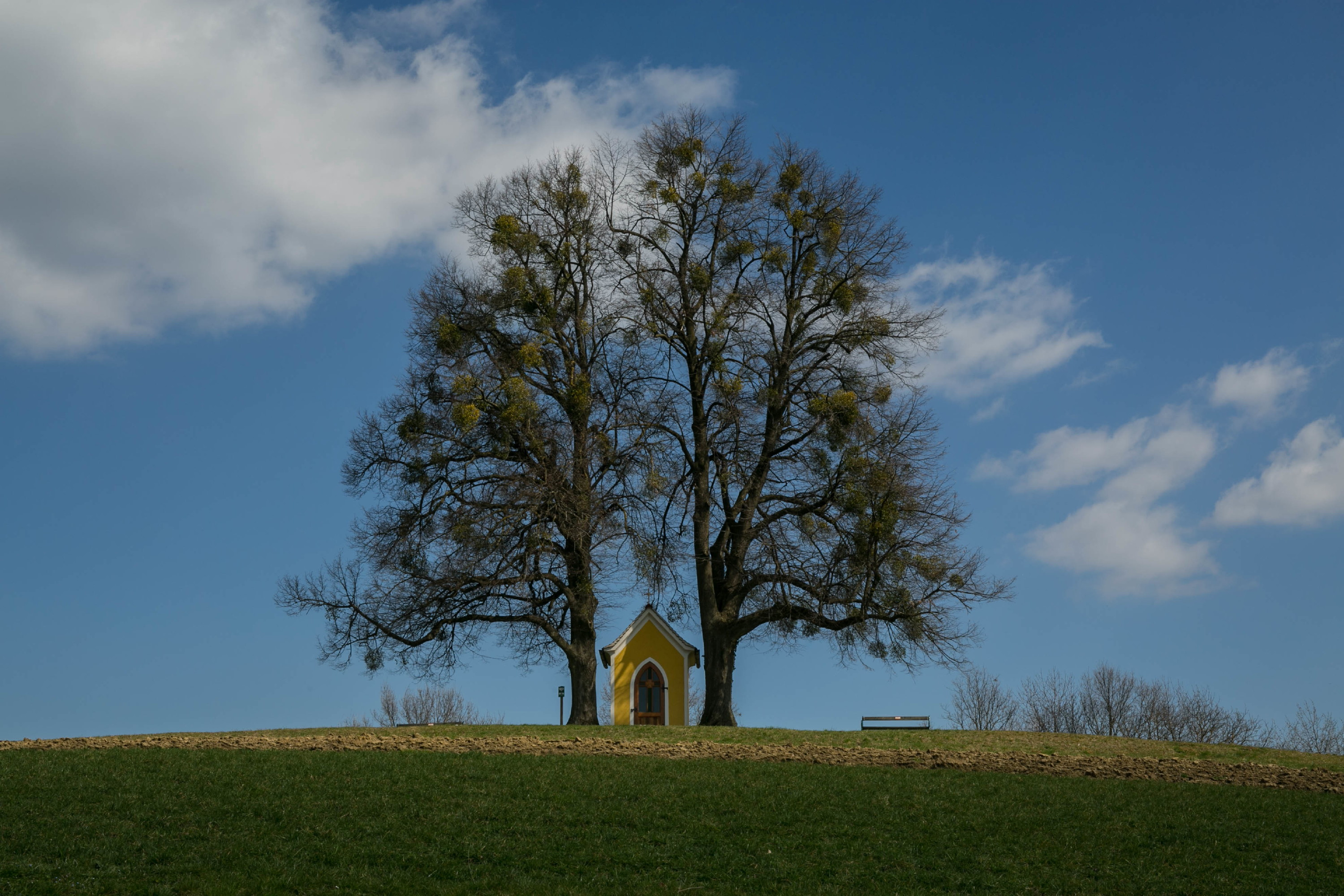
La chapelle aux deux tilleuls.
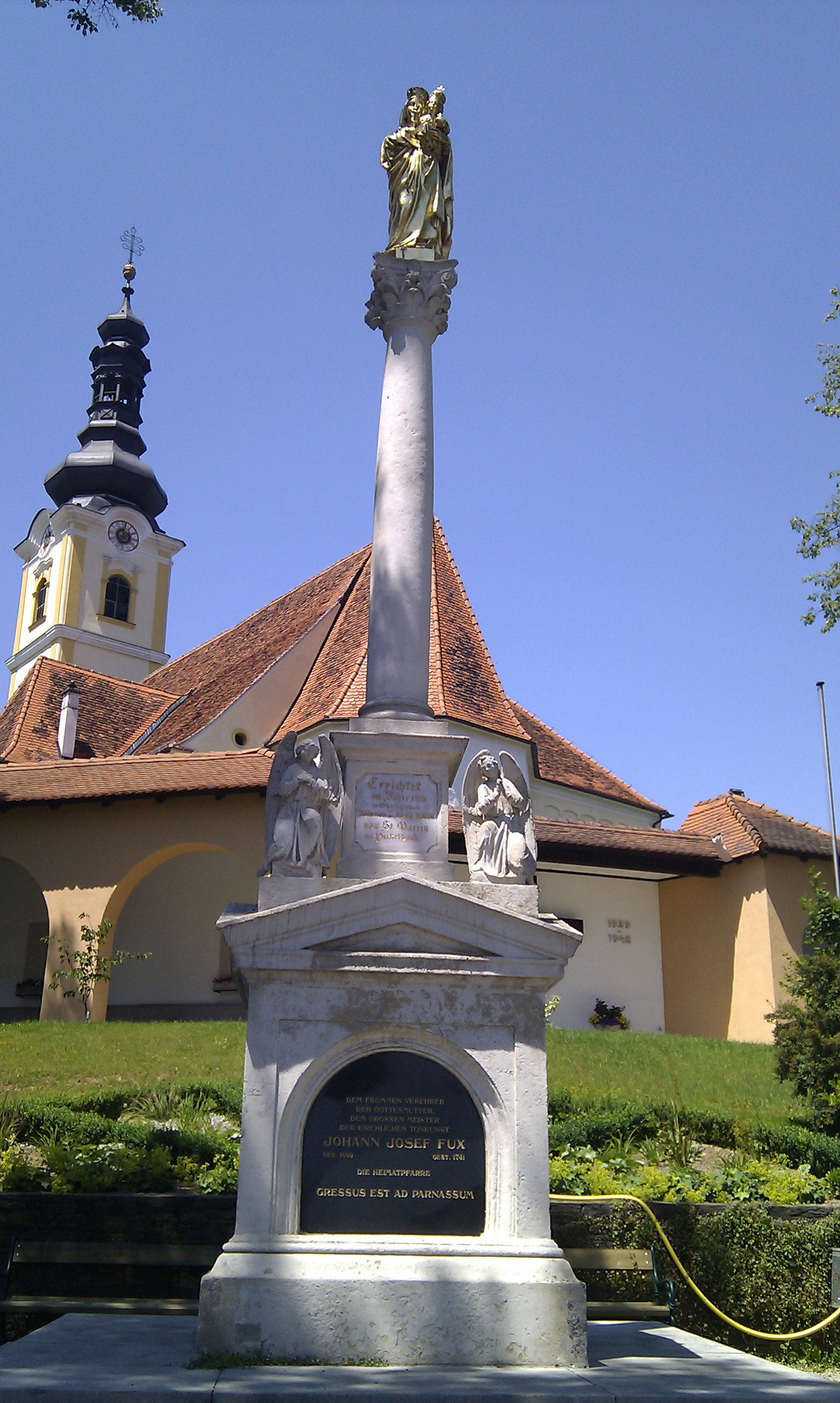
Colonne mariale.
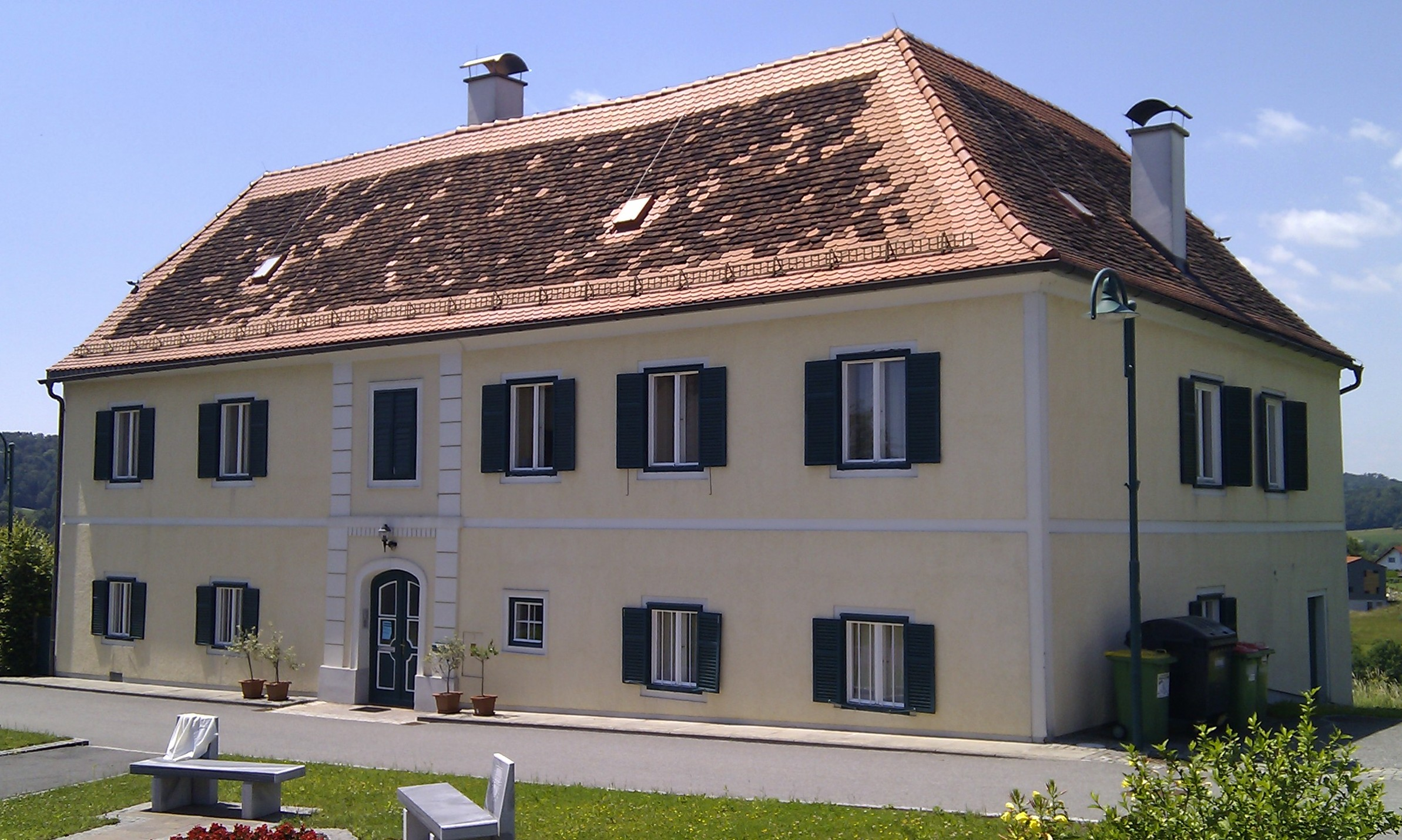
Presbytère.

## Personnalités

### Citoyen d'honneur
- Josef Krainer (1903-1971), gouverneur de la Styrie (1948-1971)[5].

### Enfants de la localité
- Johann Joseph Fux (1660-1741), compositeur.
- Maria Lichtenegger (1906-1923).
- Alois Kraxner CSsR (1933-2010), religieux et évêque de l'archidiocèse de Vienne.
- Marianne Graf (* 1951), cofondatrice et présidente d' Albania-Austria Partnerschaft .